# Wyoming County, Pennsylvania
Wyoming County är ett administrativt område i delstaten Pennsylvania i USA, med 28 276 invånare. Den administrativa huvudorten (county seat) är Tunkhannock.

## Politik
Wyoming County tenderar att rösta på republikanerna i politiska val.
Republikanernas kandidat har vunnit rösterna i countyt i samtliga presidentval sedan valet 1888 utom vid två tillfällen: valen 1912 och 1964. I valet 2016 vann republikanernas kandidat med 66,7 procent av rösterna mot 28,8 för demokraternas kandidat.

## Geografi
Enligt United States Census Bureau har countyt en total area på 1 049 km². 1 028 km² av den arean är land och 21 km² är vatten.

### Angränsande countyn
- Susquehanna County - nord
- Lackawanna County - öst
- Luzerne County - syd
- Sullivan County - väst
- Bradford County - nordväst

### Orter
- Factoryville
- Laceyville
- Meshoppen
- Nicholson
- Tunkhannock (huvudort)